# Hololena
Hololena is een geslacht van spinnen uit de  familie van de Agelenidae (trechterspinnen).

## Soorten
- Hololena adnexa (Chamberlin & Gertsch, 1929)
- Hololena aduma Chamberlin & Ivie, 1942
- Hololena altura Chamberlin & Ivie, 1942
- Hololena atypica Chamberlin & Ivie, 1942
- Hololena barbarana Chamberlin & Ivie, 1942
- Hololena curta (McCook, 1894)
- Hololena dana Chamberlin & Ivie, 1942
- Hololena frianta Chamberlin & Ivie, 1942
- Hololena furcata (Chamberlin & Gertsch, 1929)
- Hololena hola (Chamberlin, 1928)
- Hololena hopi Chamberlin & Ivie, 1942
- Hololena lassena Chamberlin & Ivie, 1942
- Hololena madera Chamberlin & Ivie, 1942
- Hololena mimoides (Chamberlin, 1919)
- Hololena monterea Chamberlin & Ivie, 1942
- Hololena nedra Chamberlin & Ivie, 1942
- Hololena nevada (Chamberlin & Gertsch, 1929)
- Hololena oola Chamberlin & Ivie, 1942
- Hololena oquirrhensis (Chamberlin & Gertsch, 1930)
- Hololena pacifica (Banks, 1896)
- Hololena parana Chamberlin & Ivie, 1942
- Hololena pearcei Chamberlin & Ivie, 1942
- Hololena rabana Chamberlin & Ivie, 1942
- Hololena santana Chamberlin & Ivie, 1942
- Hololena septata Chamberlin & Ivie, 1942
- Hololena sidella Chamberlin & Ivie, 1942
- Hololena sula Chamberlin & Ivie, 1942
- Hololena tentativa (Chamberlin & Gertsch, 1929)
- Hololena tulareana Chamberlin & Ivie, 1942
- Hololena turba Chamberlin & Ivie, 1942